# Matthias-Grünewald-Verlag
Der Matthias-Grünewald-Verlag war ein unabhängiger deutscher Verlag mit christlichem Programm aus Mainz. Er ist heute ein Unternehmen der Verlagsgruppe Patmos in der Unternehmensgruppe Schwabenverlag in Ostfildern.

## Geschichte

### Namensherkunft
Namensgeber des Matthias-Grünewald-Verlags ist der Maler und Grafiker Matthias Grünewald, der als bedeutender deutscher Vertreter der Renaissance gilt.

### Verlagsgeschichte
Der Verlag wurde 1918 im Umfeld der sogenannten Bibelbewegung und der Liturgischen Bewegung in Mainz gegründet. Ein Hauptkristallisationspunkt war der katholische Theologe Romano Guardini. Es erschienen unter anderem die Reihe Klassiker der katholischen Theologie und die Bibelübersetzung von Paul Rießler und Rupert Storr (Mainzer Bibel).
Im Jahr 1944 ordnete die Reichsschrifttumskammer (RSK) die Schließung des Verlages an. Im Zweiten Weltkrieg wurde das Verlagshaus mit seinem Archiv vollständig vernichtet. Nach dem Krieg wurde die Arbeit fortgesetzt.
1978 wurde der Verlag, der seit 1938 eine Kommanditgesellschaft war, in eine GmbH umgewandelt. Nachdem der Matthias-Grünewald-Verlag zum 1. Januar 2006 auf die Schwabenverlag AG überging, wurde die Gesellschaft 2006 aufgelöst und liquidiert. Die Nachfolgefirma war die MGV GmbH, die am 20. November 2009 aus dem Handelsregister gelöscht wurde. Heute ist der Matthias Grünewald Verlag ein Unternehmen der Verlagsgruppe Patmos in der Schwabenverlag AG in Ostfildern (HRB 210919).

## Logo
Das Logo des Verlages zeigt die Hand von Johannes dem Täufer beim Isenheimer Altar.

## Programm
Das Verlagsprogramm mit über 900 Titeln umfasst im Wesentlichen die Bereiche christliche Theologie (auch Pastoraltheologie), Spiritualität, Lebenshilfe, Psychologie und Pädagogik. Außerdem erscheinen Gesangsbücher (Gotteslob-Ausgaben), Zeitschriften und Prospekte (pastoral.de). Zu den Hauptautoren gehören neben anderen Anselm Grün, Romano Guardini, Gustavo Gutiérrez, Wilhelm Hoffsümmer, Walter Kasper, Pinchas Lapide, Wunibald Müller, Otto Hermann Pesch und Josef Pieper.

## Zeitschriften
- Concilium: Internationale Zeitschrift für Theologie
- Meditation: Zeitschrift für christliche Spiritualität und Lebensgestaltung
- Communicatio Socialis: Internationale Zeitschrift für Kommunikation in Religion, Kirche und Gesellschaft
- Wort und Antwort: Dominikanische Zeitschrift für Glauben und Gesellschaft
- Katechetische Blätter: Zeitschrift für religiöses Lernen in Schule und Gemeinde